# Pavló Alioshin
Pavló Fedótivich Alioshin (en ucraniano: Павло Федотович Альошин; en ruso: Павел Федотович Алёшин; Kiev, 20 de febrero de 1881 - Kiev, 7 de octubre de 1961) fue un arquitecto y profesor soviético ucraniano, autor de más de diez obras maestras arquitectónicas, principalmente en el estilo de la escuela estalinista de arquitectura, modernismo y constructivismo rusa y soviética.

## Biografía
Pavló nació en Kiev de una familia en la que el abuelo era un siervo-artesano de la gobernación de Kursk, su padre era un carpintero, quien durante los años de la "fiebre de la construcción" se convirtió en artillero y más tarde en contratista.
En 1899 recibió la educación secundaria y durante algún tiempo estudió en la escuela de arte de Kiev. En 1904 se graduó en el Instituto de Ingenieros Civiles de San Petersburgo con premios al mejor proyecto arquitectónico, al mejor informe y el título de ingeniero civil. Entre sus profesores se encontraban el arquitecto Aleksandr Krasovski y el historiador de la arquitectura I. Mijailovski.En 1917 se graduó en la Academia Imperial de las Artes con el título de artista-arquitecto, estudió en los talleres de Hieronim Kitner y León Benois. En las décadas de 1900 y 1910 visitó el Imperio alemán, Francia, Gran Bretaña, el Imperio austrohúngaro, Suiza, el Imperio otomano, Grecia, Italia y Noruega para estudiar arquitectura y seguir mejorándola.
En 1918-1920 fue el arquitecto jefe de Kiev y en 1922-1924 fue el arquitecto provincial de Kiev. Desde 1921 fue profesor en el Instituto de Arquitectura de Kiev y desde 1923 fue profesor en el Instituto de Arte de Kiev. Los estudiantes más famosos de Alyoshin son Volodímir Zabolotni, Petró Yúrchenko, Gueorgui Voloshinov, Iósip Karakis, Oleksandr Kolesnichenko o Yakiv Shteinberg.
En 1945, tras la Segunda Guerra Mundial, fue elegido miembro de pleno derecho de la Academia de Arquitectura de la RSS de Ucrania, siendo también vicepresidente y miembro del Presidium. Ese mismo año asumió el cargo de director interino del Instituto para la Reconstrucción de Ciudades y Pueblos de Ucrania. Ese mismo año recibió el quinto premio por el proyecto competitivo para la reconstrucción de Jreshchatik (con la participación del arquitecto O. O. Kolesnichenko). En 1946 recibió el título de doctor en arquitectura.
Murió el 7 de octubre de 1961 tras un derrame cerebral y fue enterrado en Kiev, en el cementerio de Lukianivski.

## Obra
Alioshin es autor de bloques de pisos en Kiev y San Petersburgo, de proyectos de edificios escolares para aldeas del óblast de Kiev y parte de las reconstrucciones del Gran Hotel de Kiev (1934), la Universidad de Kiev (1944) y del Palacio Marinski en Kiev (1944).
También participó en proyectos de planificación urbana como la planificación de la ciudad jardín "Petrogrado Verde" en San Petersburgo (1917), el complejo jardín Komperiya-Sarich en la bahía de Laspi de Crimea (1917), la planificación urbana de Múrmansk (1917-1918), diseño y construcción de la ciudad social "Nuevo Járkov" (1930-1932) o la planificación del barrio del Museo Lenin en Kiev (1939). Por otro, Alioshin también participó en concursos para el diseño del complejo del edificio del gobierno de Kiev (1935-1937) y la reconstrucción de Jreshchatik en Kiev (1945).

## Legado
En relación con el centenario de su cumpleaños, se instaló una placa conmemorativa en el edificio número 17 de la calle Velika Zhitomirska de Kiev, donde vivía el arquitecto. Su hija, Olga Alióshina, también fue arquitecta en Kiev.